# Szarsz (település)
Szarsz (oroszul: Сарс) városi jellegű település Oroszország Permi határterületének Oktyabrszkiji járásában. Lakossága 2017. január 1-jei állapot szerint 4931 fő. A 2005-ös közigazgatási reform óta a Szarszi városi körzet központja.

## Fekvése
A település a Szarsz-folyó mentén fekszik, amely a településtől északra ered. A közelében fut a Kazany–Jekatyerinburg vasútvonal, melynek legközelebbi vasútállomása Oktyabrszkijban található. A település környékén számos barlang és forrás található.

## Története
Munkástelepként jött létre az 1864-ben megnyitott üveggyár mellett. Nevét a település mellette futó Szarsz-folyóról kapta. Az üveggyár az oroszországi polgárháború és az 1920-as évek elején nem működött. Az üzem 1925-ös újraindítása után síküveget és üvegpalackokat gyártott. A településnek 1869-ben 84, 1926-ban már 750 lakosa volt. 1939. február 26-án kapott városi jellegű települési rangot. A második világháború idején, 1941-ben a háborús igények miatt az üzemet optikai üveg gyártására állították át. Ebben az időszakban oda evakuálták a leningrádi LOMO optikai gyár egy részét is. 1946-ban az üzemet fűrészüzemmé és fafeldolgozóvá alakították át. Az üzem napjainkban nem működik.